# Comeau C/C++
Comeau C/C++ é um compilador C/C++ desenvolvido pela Comeau Computing,